# Ciclismo ai II Giochi europei
Le gare di ciclismo ai II Giochi europei sono state disputate a Minsk dal 22 al 30 giugno 2019 e comprendevano due diverse discipline: ciclismo su strada e ciclismo su pista.

## Podi

### Ciclismo su strada
| Specialità                  | Oro              | Argento         | Bronzo             |
| Gara su strada maschile     | Davide Ballerini | Alo Jakin       | Daniel Auer        |
| Gara su strada femminile    | Lorena Wiebes    | Marianne Vos    | Tatsiana Sharakova |
| Gara a cronometro maschile  | Vasil' Kiryenka  | Nelson Oliveira | Jan Bárta          |
| Gara a cronometro femminile | Marlen Reusser   | Chantal Blaak   | Hayley Simmonds    |

### Ciclismo su pista
| Specialità             | Oro                                                                   | Argento                                                                   | Bronzo                                                                           |
| Gare maschili          |                                                                       |                                                                           |                                                                                  |
| Keirin                 | Harrie Lavreysen                                                      | Rayan Helal                                                               | Denis Dmitriev                                                                   |
| Omnium                 | Jan-Willem van Schip                                                  | Théry Schir                                                               | Daniel Staniszewski                                                              |
| Velocità               | Jeffrey Hoogland                                                      | Harrie Lavreysen                                                          | Denis Dmitriev                                                                   |
| Velocità a squadre     | Paesi Bassi Roy van den Berg Harrie Lavreysen Jeffrey Hoogland        | Francia Grégory Baugé Rayan Helal Quentin Caleyron                        | Gran Bretagna Jack Carlin Jason Kenny Ryan Owens                                 |
| Inseguimento           | Ivan Smirnov                                                          | Davide Plebani                                                            | Claudio Imhof                                                                    |
| Inseguimento a squadre | Russia Gleb Syrica Nikita Bersenev Lev Gonov Ivan Smirnov             | Italia Francesco Lamon Carloalberto Giordani Davide Plebani Liam Bertazzo | Svizzera Théry Schir Robin Froidevaux Lukas Rüegg Claudio Imhof                  |
| Madison                | Svizzera Robin Froidevaux Tristan Marguet                             | Paesi Bassi Jan-Willem van Schip Yoeri Havik                              | Belgio Fabio Van den Bossche Moreno De Pauw                                      |
| Corsa a cronometro     | Tomáš Bábek                                                           | Francesco Lamon                                                           | Krzysztof Maksel                                                                 |
| Corsa a punti          | Christos Volikakis                                                    | Jan-Willem van Schip                                                      | Dmitrii Mukhomediarov                                                            |
| Scratch                | Christos Volikakis                                                    | Filip Prokopyszyn                                                         | Jaŭheni Karalëk                                                                  |
| Gare femminili         |                                                                       |                                                                           |                                                                                  |
| Keirin                 | Simona Krupeckaitė                                                    | Shanne Braspennincx                                                       | Dar'ja Šmelëva                                                                   |
| Omnium                 | Kirsten Wild                                                          | Evgeniya Augustinas                                                       | Elisa Balsamo                                                                    |
| Velocità               | Anastasija Vojnova                                                    | Mathilde Gros                                                             | Dar'ja Šmelëva                                                                   |
| Velocità a squadre     | Russia Dar'ja Šmelëva Anastasija Vojnova                              | Lituania Simona Krupeckaitė Miglė Marozaitė                               | Paesi Bassi Kyra Lamberink Shanne Braspennincx                                   |
| Inseguimento           | Tatsiana Sharakova                                                    | Marta Cavalli                                                             | Tamara Dronova                                                                   |
| Inseguimento a squadre | Italia Elisa Balsamo Martina Alzini Marta Cavalli Letizia Paternoster | Gran Bretagna Jessica Roberts Megan Barker Jennifer Holl Josie Knight     | Polonia Katarzyna Pawłowska Justyna Kaczkowska Karolina Karasiewicz Nikol Plosaj |
| Madison                | Gran Bretagna Jessica Roberts Megan Barker                            | Paesi Bassi Kirsten Wild Amber van der Hulst                              | Russia Diana Klimova Marija Novolodskaja                                         |
| Corsa a cronometro     | Dar'ja Šmelëva                                                        | Olena Starikova                                                           | Miriam Vece                                                                      |
| Corsa a punti          | Hanna Solovej                                                         | Verena Eberhardt                                                          | Jarmila Machačová                                                                |
| Scratch                | Kirsten Wild                                                          | Martina Fidanza                                                           | Hanna Tserakh                                                                    |